# Rémi Brissiaud
Rémi Brissiaud, né le 6 août 1949 à Paris et mort le 27 novembre 2020 dans la même ville, est un mathématicien, psychologue, chercheur et universitaire français. Maître de conférences de psychologie, il est spécialisé dans l’étude de l’acquisition et du développement des compétences arithmétiques chez l’enfant.

## Biographie
Après une maîtrise de mathématiques obtenue en 1972 à l’université Paris-VII, il commence sa carrière professionnelle comme professeur certifié de mathématiques au lycée technique d'État Jean-Jaurès à Argenteuil. En 1976, il est nommé professeur de mathématiques à l’École normale d'instituteurs du Val-d’Oise qui devient ultérieurement un centre rattaché à l'IUFM de Versailles.
En 1994, il soutient une thèse de doctorat en psychologie et il est nommé en 1997 maître de conférences de psychologie à l’IUFM de Versailles, puis Il occupe la même fonction à l'ESPE de Cergy-Pontoise entre 2008 et 2013.

## Travaux de recherche
D’après Nicolas Gauvrit, il est l’un des rares chercheurs français publiant à la fois dans des revues de psychologie et de didactique des mathématiques.
Concernant les apprentissages numériques concomitants à l’entrée de l’enfant dans le langage, il publie une monographie montrant que la construction du nombre peut se fonder sur l’étude successive des décompositions des premiers nombres (2, c’est 1 et encore 1 ; 3, c’est 2 et encore 1, c’est aussi 1 et encore 2 ; 4, c’est 3 et encore 1, etc.) plutôt que sur le comptage-numérotage des unités (4, c’est 1, 2, 3, 4 en pointant avec le doigt les différentes unités). Le parcours vers le nombre qui s’appuie sur leurs décompositions fait un usage des doigts très différent du parcours classique, à l’aide du comptage-dénombrement,.
Lors du débat ayant précédé l’élaboration des programmes 2015 pour l’école maternelle française, il défend l’idée d’une approche scolaire des nombres à partir de leurs décompositions. Il le fait notamment sur le site du Café pédagogique et sur celui de la Commission française pour l'enseignement des mathématiques (CFEM). C’est finalement ce point de vue qui sera retenu. On peut lire en effet dans ces programmes que « les activités de dénombrement doivent éviter le comptage-numérotage et faire apparaître, lors de l’énumération de la collection, que chacun des noms de nombres désigne la quantité qui vient d’être formée ».
Le rapport Villani-Torossian souligne le rôle qui a été le sien dans la prévention d’un enseignement des nombres fondé sur la pratique du comptage-numérotage.
Concernant la résolution des problèmes arithmétiques élémentaires (addition, soustraction, multiplication et division), il a montré que leur difficulté ne dépend pas seulement de la sémantique de l’énoncé (celui-ci parle-t-il d’un ajout ?, d’un retrait ?, d’une comparaison ?, etc.), ni de la taille des nombres (les problèmes avec de petits nombres sont plus faciles à résoudre). Il met en évidence l’importance d’un autre facteur : une simulation mentale de la situation décrite dans l’énoncé conduit-elle directement à la solution numérique ou faut-il faire usage de l’un des principes de l’arithmétique (commutativité de l’addition et de la multiplication, réversibilité de l’addition et de la soustraction, etc.) ?
Traditionnellement, pour enseigner un principe arithmétique comme la commutativité de la multiplication (5 fois 3 est égal à 3 fois 5, par exemple) les professeurs commencent par organiser les unités en un quadrillage de 5 lignes de 3 unités. La quantité est alors codée sous la forme 3+3+3+3+3. Ils amènent ensuite leurs élèves à changer de point de vue sur cette situation : le même quadrillage peut être vu comme formé de 3 colonnes de 5 unités, ce qui se code 5+5+5. En 2002, il montre que pour enseigner les principes arithmétiques de la soustraction, de la division avec reste ou des fractions, le même schéma de leçon peut être utilisé : trouver une situation telle qu’un changement de point de vue suffise pour faire émerger le principe arithmétique. Cette perspective de recherche est aujourd’hui poursuivie par l’équipe d’Emmanuel Sander à l’UNIGE de Genève, qui parle de « recodage sémantique ».

## Innovations pédagogiques
Il est l’inventeur d’un outil pédagogique, « la boite de Picbille » et pour l'outil numérique : « Les Noums ».
« Picbille » est le nom du personnage principal d’une méthode de mathématiques destinée aux élèves de l’école primaire : « J’apprends les maths avec Picbille », série d’ouvrages diffusée par les éditions Retz. Il en est l’auteur principal et dirige la collection depuis 1991. L'autre coauteur principal était André Ouzoulias.
En 2016, DragonBox, société de jeux éducatifs numériques le sollicite afin d'élaborer une solution pédagogique scolaire, aujourd'hui connue sous le nom « Les Noums ». Ce matériel, diffusé en Norvège et en Finlande[réf. nécessaire],, a reçu en 2019 le prix du meilleur logiciel éducatif finlandais de l’année. En France, il est diffusé à partir de la rentrée scolaire 2020 par les éditions Retz.[réf. nécessaire] Les Noums sont des barres colorées, comme celles de Georges Cuisenaire. Ils s'en distinguent par deux caractéristiques principales :
- Indivises comme les réglettes Cuisenaire afin de décourager le comptage 1 à 1 et de favoriser la mise en relation des quantités, les Noums peuvent tout de même dévoiler sur l'écran les unités qui les composent, soit en étant scindés par le doigt, soit au moyen d'une radiographie, ce qui permet aux élèves d'accéder aux quantités discrètes.
- Sur les Noums figurent des collections témoins organisées de points qui représentent les quantités de cubes-unités composant la barre. Ces collections sont organisées autour du repère 5 et non pas des doubles comme chez Cuisenaire. Cette représentation des quantités rend inutile le comptage 1 à 1 et donne un rôle secondaire aux couleurs.

## Hommage
En 2008, la commune de Savigny-en-Sancerre (Cher) décide de nommer son école primaire du Bourg « école Rémi Brissiaud »,.
En février 2024, la ville de Paris appose une plaque commémorative en hommage à Rémi Brissiaud au 3 place des Vosges.
Il est inhumé au cimetière du Père-Lachaise (division 62).

## Publications

### Ouvrages
- Comment les enfants apprennent à calculer : au-delà de Piaget et de la théorie des ensembles, Paris, Retz, 1989. Traduction en castillan : El aprendizaje del calculo : mas alla de Piaget y de la teoria de los conjuntos. Madrid, Visor, 1993. Traduction en portugais : Como as crianças aprendem a calcular, Lisboa, Instituto Piaget, 1994.
- « Psychologie et didactique : choisir des problèmes qui favorisent la conceptualisation des opérations arithmétiques » dans Jacqueline Bideaud et Henri Lehalle (dir.), Traité des sciences cognitives : le développement des activités numériques chez l’enfant, Paris, Hermès, 2002, p. 265-291.
- Comment les enfants apprennent à calculer : le rôle du langage, des représentations figurées et du calcul dans la conceptualisation des nombres, Paris, Retz, nouvelle édition, 2003.
- Premiers pas vers les maths : les chemins de la réussite à l’école maternelle, Paris, Retz, coll. « Savoirs pratiques éducation », 2007.
- Apprendre à calculer à l’école : les pièges à éviter en contexte francophone, Paris, Retz, coll. « Savoirs pratiques éducation », 2013.
- « Situations, interprétation, stratégies et conceptualisation : le cas des opérations arithmétiques », Bulletin de psychologie, 2016/6 (no 546).

### Interventions dans les médias
- « Le nombre à l’école maternelle : des changements en vue, mais dans quel sens ? », Café pédagogique, 16 mars 2012[27].
- « L’enseignement du comptage en débat », Cahiers pédagogiques, 2012, no 498[28].
- « Mathématiques : pourquoi le niveau a-t-il baissé ? », France Culture, émission Rue des écoles, 8 décembre 2012[29].
- « Pisa : pour les maths, le redressement commence avec les programmes du primaire », Café pédagogique, 5 décembre 2013[30].
- « Maths : l’Asie domine, la France décroche », France Culture, émission Rue des écoles, 18 décembre 2013[31].
- « École, programmes et neurosciences : évitons un nouveau dogmatisme ! », Café pédagogique, 21 mars 2014[32].
- « Lecture : une autre façon d’aller vers une éducation basée sur la preuve (1) et (2) »,  Café pédagogique, 4 et 7 avril 2014[33],[34].
- « Le nombre dans le nouveau programme maternelle : quatre concepts clés pour la pratique et la formation », Café pédagogique, 7 octobre 2015[35].
- « Les performances en calcul hier, aujourd’hui et demain », Café pédagogique, 3 avril 2019[36].